# 前沙沟遗址
前沙沟遗址，位于山东省临沂市莒南县团林镇前沙沟村，是中华人民共和国山东省文物保护单位之一。
2006年12月7日，授予山东省文物保护单位，是一座古遗址。